# Martha Amerbach
Martha Amerbach, z domu Fuchs (ur. 1 maja 1505, zm. 14 grudnia 1541) – żona bazylejskiego uczonego Bonifaciusa Amerbacha (1495–1562).
Martha była córką Leonharda Fuchsa, burmistrza bryzgowijskiego miasteczka Neuenburg i jego żony Margarete. Ojciec utrzymywał kontakty z rodem Amerbachów i jego licznymi przyjaciółmi, zwłaszcza Erazmem z Rotterdamu. Matka Margarete była siostrą Hieronymusa Zscheckenbürlina, przełożonego bazylejskiego klasztoru kartuzów – z klasztorem tym ród Amerbachów przez pokolenia utrzymywał bardzo żywe relacje.
Małżeństwo Marthy z Bonifacjuszem Amerbachem, przyjacielem rodziny Fuchsów, zainicjował inny przyjaciel Amerbachów, nauczyciel Bonifaciusa, humanista niemiecki Udalricus Zasius. Negocjacje między rodzinami rozpoczęły się latem 1524. Ślub odbył się 25 lutego 1527. Sam Bonifacius Amerbach, najmłodszy syn Johanna Amerbacha, był jednym z najważniejszych prawoznawców swoich czasów, zamożnym profesorem Uniwersytetu Bazylejskiego. Bonifacius i Martha mieli pięcioro dzieci: Ursulę, Esther, Faustinę, Basiliusa i Julianę.
Pod koniec lat 20. XVI wieku niechętny reformacji Bonifacius popadł w ostry konflikt z przyjaznymi mu dotąd władzami Bazylei. Konflikt ten trwał wiele lat i miał burzliwy i zmienny przebieg. Kiedy popierające reformację stronnictwo ostatecznie zwyciężyło w Bazylei i Bonifacius rozważał opuszczenie miasta, Martha dzięki wpływom, które zdobyła w mieście ona i jej rodzina, umożliwiła ugodę między mężem i miastem. Martha znana jest także z korespondencji przyjaciela rodziny, Erazma z Rotterdamu, który często przesyłał jej pozdrowienia, a kiedyś przesłał łakocie.
Po śmierci żony 14 grudnia 1541 Bonifacius nigdy ponownie się nie ożenił.